# 阿塔爾德
阿塔爾德是馬耳他的市镇。位於馬爾他島中部，市镇面積为6.6平方公里，海拔高度84米，2021年人口数量为12,268人。

## 辞源
地名一般认为是源自第一个住在此地居民的姓氏，但该单词的意思不太清楚。有人认为其意思是“花”，因为单词的意思是鲜花里的花汁，或者源自意为香水的阿拉伯语单词“‎”。

## 外部連結
- 官方网站  （马耳他文） （英文）